# Oslo Atletklub
Oslo Atletklub (oprindeligt Kristiania Atletklub) blev stiftet den 4. oktober 1916 i Møllergaten i Kristiania og havde i starten 35 medlemmer. Klubbens første formand var Gerth Jacobsen. Klubben startede med brydning mens boksning først kom senere. I dag, driver sportsklubben kun vægtløftning

## Boksning
De mest kendte boksere fra klubben var Otto von Porat som blev olympisk medaljevinder i amatørboksning i 1924. Haakon Hansen og Kristoffer Nilsen som deltog under Sommer-OL 1924, v og Ingvald Bjerke som deltog under Sommer-OL 1928. Arthur Nord repræsenterede klubben i wrestling i 1924 og 1928. Klubben have også afdelinger indenfor svømning, hvor Tormod Normann, var klubbens bedste svømmer... Peter Olai Sandstøl var også kortvarig medlem af klubben før han blev professionel i 1926.